# Sabaila
Sabaila (Nepali सवैला oder Sabela) ist eine Stadt (Munizipalität) im östlichen Terai Nepals im Distrikt Dhanusha.
Sabaila liegt im Osten des Distrikts.
Die Stadt entstand Ende 2014 durch Zusammenlegung der Village Development Committees Makhanaha, Sabaila, Satosar und Thilla Yaduwa.
Das Stadtgebiet umfasst 100,7 km².

## Einwohner
Bei der Volkszählung 2011 hatten die VDCs, aus welchen die Stadt Sabaila entstand, 24.896 Einwohner (davon 12.051 männlich) in 4830 Haushalten.